# VfL Osnabrück in het seizoen 2013/14
Het seizoen 2013/2014 was het 115de jaar in het betaalde voetbal van de Osnabrücker voetbalclub VfL Osnabrück. De club kwam uit in de Duitse 3. Liga (vijfde plaats) en nam deel aan het toernooi om de DFB-Pokal (tweede ronde).

## Selectie

### Eerste elftal
| Nr.           | Nat.                | Naam                   | Contract | Vorige club        |         |
| Keepers       | Keepers             | Keepers                | Keepers  | Keepers            | Keepers |
| ------------- | ------------------- | ---------------------- | -------- | ------------------ | ------- |
| 20            | Vlag van Duitsland  | Nils Zumbeel           | 2014     | eigen jeugd        |         |
| 24            | Vlag van Portugal   | Daniel Heuer Fernandes | 2014     | VfL Bochum II      |         |
| 28            | Vlag van Duitsland  | Frank Lehmann          | 2014     | 1. FC Heidenheim   |         |
| Verdedigers   |                     |                        |          |                    |         |
| 2             | Vlag van Duitsland  | Timo Kunert            | 2014     | Sportfreunde Lotte |         |
| 3             | Vlag van Duitsland  | Marcel Stadel          | 2015     | Kickers Offenbach  |         |
| 4             | Vlag van Duitsland  | Florian Krebs          | 2014     | 1. FC Heidenheim   |         |
| 5             | Vlag van Duitsland  | David Pisot            | 2014     | FC Ingolstadt 04   |         |
| 6             | Vlag van Duitsland  | Alexander Dercho       | 2014     | Arminia Bielefeld  |         |
| 21            | Vlag van Duitsland  | Paul Thomik            | 2015     | Górnik Zabrze      |         |
| 23            | Vlag van Duitsland  | Michael Hohnstedt      | 2015     | Sportfreunde Lotte |         |
| 29            | Vlag van Duitsland  | Sebastian Neumann      | 2014     | Hertha BSC         |         |
| Middenvelders |                     |                        |          |                    |         |
| 7             | Vlag van Duitsland  | Massimo Ornatelli      | 2014     | SC Paderborn 07    |         |
| 8             | Vlag van Duitsland  | Jeremy Karikari        | 2014     | RB Leipzig         |         |
| 10            | Vlag van Hongarije  | Dániel Nagy            | 2014     | Hamburger SV       |         |
| 11            | Vlag van Duitsland  | Michael Blum           | 2014     | Hansa Rostock      |         |
| 19            | Vlag van Duitsland  | Nicolas Feldhahn       | 2014     | Kickers Offenbach  |         |
| 22            | Vlag van Duitsland  | Yannic Thiel           | 2014     | SpVgg Unterhaching |         |
| 31            | Vlag van Duitsland  | Tom Christian Merkens  | 2015     | TSV Havelse        |         |
| 32            | Vlag van Duitsland  | Andreas Glockner       | 2014     | 1. FC Saarbrücken  |         |
| Aanvallers    |                     |                        |          |                    |         |
| 9             | Vlag van Duitsland  | Andreas Spann          | 2014     | 1. FC Heidenheim   |         |
| 14            | Vlag van Duitsland  | Stanislav Iljutcenko   | 2015     | Westfalia Rhynern  |         |
| 17            | Vlag van Oostenrijk | Christian Pauli        | 2015     | eigen jeugd        |         |
| 18            | Vlag van Duitsland  | Adriano Grimaldi       | 2014     | Fortuna Düsseldorf |         |
| 30            | Vlag van Duitsland  | Dennis Wegner          | 2015     | Werder Bremen      |         |

## Wedstrijden

### Vriendschappelijk
| Datum      | Tegenstander  | Uitslag | Doelpuntenmakers Osnabrück |
| ---------- | ------------- | ------- | --- |
| 29-06-2013 | Lüneburger SV | 14-0    | Adriano Grimaldi (3x), Stanislav Iljutcenko (3x), Marcel Kunstmann (3x), Daniel Latkowski, Massimo Ornatelli, Dániel Nagy, Felice Vecchione en Sandro Heskamp           |
| 30-06-2013 | SC Lüstringen | 16-1    | Adriano Grimaldi (4x), Stanislav Iljutcenko (4x), Sandro Heskamp (2x), Paul Thomik, Alexander Dercho, Nicolas Feldhahn, Dániel Nagy, Marcel Kunstmann en Malte Nieweler |
| 03-07-2013 | Brøndby IF    | 1-1     | Paul Thomik |
| 14-07-2013 | Werder Bremen | 1-0     | Andreas Spann |
| 06-09-2013 | SC Paderborn  | 0-1     | - |

### 3. Liga
| Speelronde | Datum      | Tegenstander           | Uitslag | Doelpuntenmakers Osnabrück                                               |
| ---------- | ---------- | ---------------------- | ------- | ------------------------------------------------------------------------ |
| 1          | 21-07-2013 | Chemnitzer FC          | 3-0     | Adriano Grimaldi, Paul Thomik en Andreas Spann                           |
| 2          | 26-07-2013 | Borussia Dortmund II   | 1-0     | Adriano Grimaldi                                                         |
| 3          | 10-08-2013 | SV Darmstadt 98        | 2-0     | Alexander Dercho en Michael Hohnstedt                                    |
| 4          | 17-08-2013 | Hansa Rostock          | 1-2     | Michael Hohnstedt                                                        |
| 5          | 24-08-2013 | 1. FC Saarbrücken      | 0-0     | -                                                                        |
| 6          | 31-08-2013 | SV Stuttgarter Kickers | 2-2     | Michael Hohnstedt en Alexander Dercho                                    |
| 7          | 03-09-2013 | Hallescher FC          | 0-2     | -                                                                        |
| 8          | 14-09-2013 | SV Wacker Burghausen   | 4-1     | Andreas Spann, Nicolas Feldhahn en Adriano Grimaldi (2x)                 |
| 9          | 20-09-2013 | RB Leipzig             | 3-2     | Adriano Grimaldi (2x) en Roman Prokoph                                   |
| 10         | 28-09-2013 | FC Rot-Weiß Erfurt     | 1-3     | Adriano Grimaldi                                                         |
| 11         | 02-10-2013 | SC Preußen Münster     | 1-1     | Adriano Grimaldi                                                         |
| 12         | 05-10-2013 | SV Wehen Wiesbaden     | 1-0     | Dennis Wegner                                                            |
| 13         | 19-10-2013 | Holstein Kiel          | 1-1     | Pascal Testroet                                                          |
| 14         | 26-10-2013 | SV Elversberg          | 0-1     | -                                                                        |
| 15         | 01-11-2013 | VfB Stuttgart II       | 1-2     | Pascal Testroet                                                          |
| 16         | 10-11-2013 | MSV Duisburg           | 0-1     | -                                                                        |
| 17         | 23-11-2013 | SpVgg Unterhaching     | 3-1     | Pascal Testroet (3x)                                                     |
| 18         | 30-11-2013 | 1. FC Heidenheim       | 0-2     | -                                                                        |
| 19         | 07-12-2013 | SSV Jahn Regensburg    | 1-0     | Pascal Testroet                                                          |
| 20         | 14-12-2013 | Borussia Dortmund II   | 2-1     | Massimo Ornatelli en Adriano Grimaldi                                    |
| 21         | 21-12-2013 | Chemnitzer FC          | 0-2     | -                                                                        |
| 22         | 25-01-2014 | SV Darmstadt 98        | 1-1     | Massimo Ornatelli                                                        |
| 23         | 01-02-2015 | Hansa Rostock          | 1-1     | Nicolas Feldhahn                                                         |
| 24         | 08-02-2014 | 1. FC Saarbrücken      | 4-1     | Adriano Grimaldi (3x) en Sebastian Neumann                               |
| 25         | 15-02-2014 | SV Stuttgarter Kickers | 0-1     | -                                                                        |
| 26         | 22-02-2014 | Hallescher FC          | 3-0     | Pascal Testroet, Dániel Nagy en Massimo Ornatelli                        |
| 27         | 01-03-2014 | Preußen Münster        | 1-1     | Massimo Ornatelli                                                        |
| 28         | 08-03-2014 | Wacker Burghausen      | 2-1     | Nicolas Feldhahn en David Pisot                                          |
| 29         | 16-03-2014 | RB Leipzig             | 0-1     | -                                                                        |
| 30         | 22-03-2014 | Rot-Weiß Erfurt        | 1-1     | Dániel Nagy                                                              |
| 31         | 25-03-2014 | SV Wehen Wiesbaden     | 0-1     | -                                                                        |
| 32         | 29-03-2014 | Holstein Kiel          | 4-0     | David Pisot, Massimo Ornatelli, Kevin Schulze (e.d.) en Nicolas Feldhahn |
| 33         | 05-04-2014 | SV Elversberg          | 2-2     | Nicolas Feldhahn en Pascal Testroet                                      |
| 34         | 12-04-2014 | VfB Stuttgart II       | 3-0     | Pascal Breier (e.d.), Pascal Testroet en Dániel Nagy                     |
| 35         | 19-04-2014 | MSV Duisburg           | 0-1     | -                                                                        |
| 36         | 25-04-2014 | SpVgg Unterhaching     | 0-3     | -                                                                        |
| 37         | 03-05-2014 | 1. FC Heidenheim       | 1-0     | Alexander Dercho                                                         |
| 38         | 10-05-2014 | SSV Jahn Regensburg    | 0-0     | -                                                                        |

### DFB-Pokal
| Ronde | Datum      | Tegenstander       | Uitslag | Doelpuntenmakers Osnabrück        |
| ----- | ---------- | ------------------ | ------- | --------------------------------- |
| 1     | 02-08-2013 | FC Erzgebirge Aue  | 3-0     | Dániel Nagy (2x) en Andreas Spann |
| 2     | 25-09-2013 | 1. FC Union Berlin | 0-1     | -                                 |

## Statistieken

### Tussenstand
| Stand | Gespeeld | Gewonnen | Gelijk | Verloren | Punten | Doelpunten voor | Doelpunten tegen |
| ----- | -------- | -------- | ------ | -------- | ------ | --------------- | ---------------- |
| 5     | 38       | 15       | 10     | 13       | 55     | 50              | 39               |

### Topscorers
| #      | Naam              | Goal |
| ------ | ----------------- | ---- |
| 1.     | Adriano Grimaldi  | 11   |
| 2.     | Pascal Testroet   | 9    |
| 3.     | Nicolas Feldhahn  | 5    |
| 3.     | Massimo Ornatelli | 5    |
| 4.     | Alexander Dercho  | 3    |
| 4.     | Dániel Nagy       | 3    |
| 4.     | Michael Hohnstedt | 3    |
| 5.     | David Pisot       | 2    |
| 5.     | Andreas Spann     | 2    |
| 5.     | Sebastian Neumann | 1    |
| 5.     | Roman Prokoph     | 1    |
| 5.     | Paul Thomik       | 1    |
| 5.     | Dennis Wegner     | 1    |
| Totaal | Totaal            | 47   |

| #      | Naam          | Goal |
| ------ | ------------- | ---- |
| 1.     | Dániel Nagy   | 2    |
| 2.     | Andreas Spann | 1    |
| Totaal | Totaal        | 3    |

| #      | Naam                 | Goal |
| ------ | -------------------- | ---- |
| 1.     | Adriano Grimaldi     | 7    |
| 2.     | Stanislav Iljutcenko | 6    |
| 3.     | Marcel Kunstmann     | 4    |
| 4.     | Sandro Heskamp       | 3    |
| 5.     | Dániel Nagy          | 2    |
| 5.     | Paul Thomik          | 2    |
| 6.     | Alexander Dercho     | 1    |
| 6.     | Nicolas Feldhahn     | 1    |
| 6.     | Daniel Latkowski     | 1    |
| 6.     | Malte Nieweler       | 1    |
| 6.     | Massimo Ornatelli    | 1    |
| 6.     | Andreas Spann        | 1    |
| 6.     | Felice Vecchione     | 1    |
| Totaal | Totaal               | 32   |

1 Grill ·
2 Androutsos ·
3 Kleinhansl ·
4 Gyamfi ·
5 Ajdini ·
6 Thalhammer ·
7 Niemann ·
8 Tesche ·
9 Engelhardt ·
10 Wriedt ·
11 Makridis ·
13 Kunze ·
14 Diakhité ·
16 Rorig ·
17 Conteh ·
18 Kehl ·
21 Lobinger ·
22 Kühn ·
23 Verhoek ·
24 Haas ·
25 Wiemann ·
26 Gnaase ·
27 Cuisance ·
28 Bähr ·
29 Wähling ·
30 Oduah ·
32 Wulf ·
33 Beermann  ·
34 Adamczyk ·
36 Böggemann ·
37 Goiginger ·
38 Wiethaup ·
Coach: Koschinat